# Калмицький район
Калмицька район — адміністративно-територіальна одиниця, що існувала на території РРФСР в 1929—1944 роках. Адміністративний центр — селище Зимівники, з 1932 року — станиця Кутейниковська.

## Передумови утворення
За даними на 1913 рік, на території Сальського округу Області Війська Донського без урахування працюючих в інших округах і кінних заводах проживало 30178 калмиків. В окрузі було 13 станиць і 19 калмицьких хуторів. Після закінчення Російської громадянської війни у 1920 році тут мешкало всього 10750 калмиков, тобто населення скоротилося в три рази.
Через утворення Калмицької автономної області у складі РРФСР радянська влада переселяє калмиків з Донської області на територію Калмицької автономної області. Передбачалося переселити 13 тисяч осіб у Великодербетовський улус. Станом на 1 січня 1925 року, переселено 8451 осіб з 13 станиць Донської області.
Наприкінці 1920-х знову постало питання про переселення в Калмицьку АО залишених на Дону сальських калмиків. Існувало дві думки: переселити донських калмиків (бузавів) з займаної території. Друга — залишити їх на місці. По довідці статистичного бюро Сальського округу від 17 травня 1928 року на території Сальського округу Північно-Кавказького краю мешкало 7400 калмиків, з яких розраховували переселити до Калмикії 5719 калмиків, або 1371 господарств. Калмицьке населення краю було розсіяно по території Дубівськоїго, Зимовниковського, Пролетарського, Ремонтненського, Романовського районів.

## Історія району
В 1928 році було прийнято рішення ЦВК СРСР про утворення Калмицького район у складі Сальського округу Північно-Кавказького краю. 29 квітня 1929 року президія Північно-Кавказького крайкому ухвалила рішення про створення національного Калмицького району у складі Сальського округу з центром у селищі Зимівники. Для створення Калмицького національного району вилучалися населені пункти з Дубовського, Зимовниківського і Ремонтненського районів. На 10 серпня 1930 року в складі район об'єднував 6 сільрад: Батлаєвської, Власівської, Граббевської, Старо-Біляївської, Стояновської, Еркетинської. Після ліквідації округів у серпні 1930 року Калмицький район став підпорядковуватися безпосередньо крайвиконкому.
Постановою президії Північно-Кавказького крайвиконкому від 28 квітня 1932 року центр Калмицького району було перенесено у станицю Кутейниковську. Через переселення калмиків з 01 травня 1932 року скасовувались хутори Болдир Іванівської сільради і Чунусовський Власовської сільради. У складі Калмицького району були утворені нові сільради Трудовий селянин (Труд-Крестьянський) і Ковалевський. В результаті цих змін у Калмицькому районі було затверджено 11 сільрад: Батлаєвську, Граббевську, Денисовську, Іловайську, Ковалевську, Кутейниковську, Московську, Німецько-Потапівську, Ново-Миколаївську, Стояновську, Труд-Крестьянську. За даними на 1 квітня 1932 року в Калмицькому районі було 23 колгоспи, всього проживало 12 тисяч осіб, у тому числі 5 тисяч калмиків.
Після поділу в 1934 році Північно-Кавказького краю на Азово-Чорноморський й Північно-Кавказький край Калмицький район значиться у складі Азово-Чорноморського краю. Після створення Ростовської області 13 вересня 1937 року до його складу увійшов Калмицький район (центр - село Кутейниково). У районі значилися сільради: Батлаєвська, Граббевська, Денисовська, Іловайська, Ковалевська, Кутейниковска, Московська, Німецько-Потаповська, Ново-Миколаївська, Стояновська, Труд-Крестьянська.
З 13 вересня 1937 року район увійшов до складу Ростовської області.
У роки німецько-радянської війни територія району була швидко окупована. У березні 1944 року калмицьке населення було депортовано в Омську область
Указом Президії Верховної Ради РРФСР від 09 березня 1944 року Калмицький район було ліквідовано. Його території було передано до Мартиновського, Пролетарського, Романовського й Зимовниківського районів.

## Населення
За даними всесоюзного перепису населення 1939 року населення району становило 18 417 осіб.
Національний склад
| Національність | Чисельність (осіб) | Відсоткове співвідношення |
| -------------- | ------------------ | ------------------------- |
| Росіяни        | 10 578             | 57,4 %                    |
| Калмики        | 3 805              | 20,7 %                    |
| Українці       | 2 099              | 11,4 %                    |
| Німці          | 1 597              | 8,7 %                     |
| Інші           | 4 135              | 22,5 %                    |

## Діяльність
За національним складом район був багатонаціональним: тут мешкали калмики, українці, росіяни, німці. Для їх дітей були відкриті національні школи, а в Пролетарському педагогічному технікумі — калмицьке відділення. Першим редактором районної газети «Улан-дл», що видавалася калмицькою та російською мовами, став А. І. Сусеєв, згодом народний поет Калмикії. У різний час партійну організацію району очолювали — німець Беккермейстер, калмики М. У. Мусов, Д. Д. Орлов та інші Останній пізніше став одним з перших кандидатів філософських наук, очолював Калмицький педагогічний інститут.